# Oenobotys pantoppidani
Oenobotys pantoppidani is een vlinder uit de familie van de grasmotten (Crambidae), uit de onderfamilie van de Pyraustinae. De wetenschappelijke naam van deze soort is voor het eerst voorgesteld als Botys pantoppidani door Wilhelm von Hedemann in een publicatie uit 1894.
De soort komt voor in de Amerikaanse Maagdeneilanden (Saint Croix).